# توری (سیاست)
توری ( ‎/ˈtɔːri/‎ ) به شخصی گفته می‌شود که به فلسفه سیاسی تورییسم پایبند است. تورییسم نسخه‌ای بریتانیایی از محافظه‌کاری سنتی است و از نظم اجتماعی تثبیت‌شده‌ای که در طول تاریخ بریتانیای کبیر تکامل یافته است حمایت می‌کند. اصول و عقاید تورییسم در عبارت «خدا، پادشاه (یا ملکه) و کشور» خلاصه شده است.
این فلسفه از کاوالیرها سرچشمه می‌گیرد، که در حقیقت جناحی از سلطنت‌طلبانی بودند که در طول جنگ‌های سه پادشاهی از خاندان استوارت حمایت می‌کردند. در اواخر قرن هفدهم، در بریتانیا حزبی سیاسی به نام توری‌ها ظهور کرد که واکنشی به حزب رقیب ویگ بود و عمدتاً به عنوان جانشین پارلمان کاوالیر شناخته می‌شد. حزب توری‌ها در ادامه با حزب محافظه‌کار و اتحادگرا جایگزین شد.
با این وجود، توری و تورییسم در مقام یک اصطلاح سیاسی، اولین بار در طول بحران طرد 1678-1681 مورد استفاده قرار گرفت.
از ویژگی‌های تاریخی توری‌ها می‌شود به سلطنت‌طلبی، میراث مذهبی و تاریخی مسیحیت آنگلیکان و مخالفت با لیبرالیسمِ موردتأیید حزب ویگ اشاره کرد.  
همچنین در سایر بخش‌های جهان و سرزمین‌های سابق امپراتوری بریتانیا هم هم تورییسم مشاهده می‌شود؛ مانند لویالیست‌ها در آمریکای بریتانیا، یعنی آمریکایی‌هایی که در آغاز جنگ انقلاب آمریکا با استقلال از بریتانیا مخالف بودند، در پایان جنگ استقلال به کانادا گریختند و به عنوان وفاداران امپراتوری متحد شناخته می‌شدند، پایگاه حمایتی برای گروه‌های سیاسی در کانادای علیا و سفلی تشکیل دادند. تورییسم همچنان در سیاست کانادا و بریتانیا برجسته است. حزب محافظه‌کار بریتانیا و حزب محافظه‌کار کانادا و حامیان آنها همچنان با عنوان توری (Tories) شناخته می‌شوند.

## واژه‌شناسی
کلمه توری (Tory) از کلمه ایرلندی tóraí به معنای «یاغی» (به معنای تحت‌اللفظی تعقیب‌کننده) گرفته شده است. این اصطلاح در قرن هفدهم وارد زبان انگلیسی شد و پیش از آن برای توصیف یاغی‌های ایرلندی‌ای که با ارتکاب سرقت و غارت علیه مهاجران انگلیسی زنده می‌ماندند به کار می‌رفت. بعدها، این اصطلاح به هر کاتولیک یا رویالیستی که علیه دولت انگلیس سلاح به دست گرفته بود، اطلاق شد. این کلمه در طول بحران طرد وارد سیاست انگلیس شد و به عنوان یک اصطلاح تحقیرآمیز برای حامیان دوک یورک و حق ارثی او برای تاج و تخت، علی‌رغم مذهب کاتولیکش، ظاهر شد.    به گفته دانیل دفو ، این اصطلاح توسط تیتوس اوتس رواج یافت، کسی که زمانی هشداری دریافت کرد مبنی بر اینکه گروهی از محافظه‌کاران ایرلندی قصد ترور او را دارند و پس از آن واقعه، به تمام محافظه‌کاران یاغی یا همان توری می‌گفت.
بعدها از این اصطلاح، دسته‌بندی‌های جزئی‌تری مانند تورییسم قرمز، تورییسم آبی، تورییسم صورتی و غیره هم مشتق شدند.

## کاربرد فعلی
واژۀ توری (Tory) در کانادا و بریتانیا به اختصار برای اعضای حزب محافظه‌کار بریتانیا یا کانادا یا برای این حزب به طور کلی استفاده می‌شود و می‌توان آن را به جای کلمه محافظه‌کار به کار برد. 

### آمریکای شمالی
در ایالات متحده، توری اغلب به عنوان یک اصطلاح تاریخی برای توصیف حامیان بریتانیای کبیر در طول انقلاب آمریکا استفاده می‌شود. با این حال، در محاورۀ کانادایی، حامیان بریتانیا در طول انقلاب، وفاداران نامیده می‌شوند و اصطلاح توری به عنوان یک اصطلاح سیاسی معاصر مورد استفاده قرار می‌گیرد. 
اصطلاحات توری آبی و توری قرمز به دو جناح از احزاب محافظه‌کار فدرال و استانی کانادا اطلاق می‌شود. رهبر سابق حزب محافظه‌کار-ترقی‌خواه انتاریو، تیم هوداک، اصطلاح توری بنفش را برای توصیف خود برگزید، با این هدف که از موضع ایدئولوژیک قوی اجتناب کند و در عوض موضعی آشتی‌جویانه بین توری‌های آبی و توری‌های قرمز اتخاذ کند.  همچنین اصطلاح توری صورتی توسط سیاستمداران کانادایی به عنوان یک اصطلاح تحقیرآمیز برای توصیف یک عضو حزب محافظه‌کار استفاده می‌شود که بیش‌ازحد لیبرال به نظر می‌رسد.

### بریتانیا

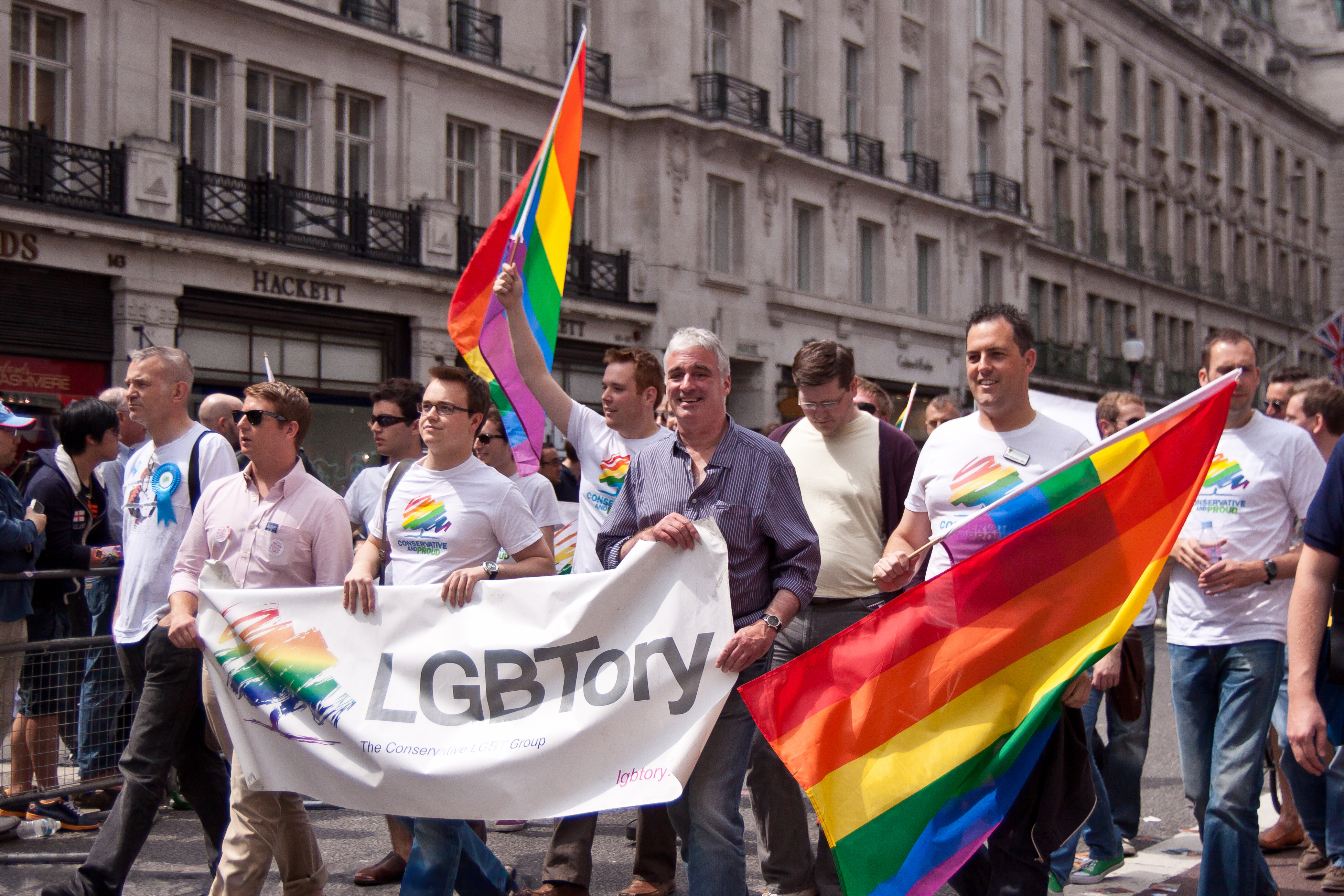
اعضای شاخۀ اقلیت‌های جنسی از حزب محافظه‌کار با بنری که روی آن نوشته شده LGBTory (ترکیب واژگان LGBT و توری).

در بریتانیا، حزب محافظه‌کار و اتحادگرا اغلب به صورت محاوره‌ای، چه توسط خودشان و چه توسط مخالفان و همچنین در رسانه‌ها، با عنوان توری‌ها خطاب می‌شود. بی‌بی‌سی استفاده از اصطلاح توری را مجاز می‌داند، اما الزام می‌کند که در وهله اول ترجیحاً از اصطلاح محافظه‌کار استفاده شود. 
در اسکاتلند هم این اصطلاح به اعضای حزب محافظه‌کار اسکاتلند اطلاق می‌شود؛ یا زمانی که مخالفین این حزب می‌خواهند یکدیگر را به عدم وفاداری و پایبندی به ارزش‌های حزب خود متهم کنند از این لغت استفاده می‌کنند.

### استرالیا
در استرالیا، توری گهگاه توسط اعضای حزب کارگر استرالیا به عنوان یک اصطلاح تحقیرآمیز برای اشاره به اعضای محافظه‌کار احزاب حزب لیبرال استرالیا و حزب ملی استرالیا (که در یک ائتلاف سیاسی طولانی‌مدت هستند) استفاده می‌شود.  این اصطلاح در هیچ کجا به اندازه بریتانیا و کانادا استفاده نمی‌شود، و به ندرت -هرچند بی‌سابقه نیست- پیش می‌آید که اعضای احزاب استرالیایی خود را توری توصیف کنند.

## همچنین ببینید
- محافظه‌کاری
- محافظه‌کاری لیبرال
- توری صورتی
- حزب محافظه‌کار بریتانیا
- حزب محافظه‌کار کانادا
- حکومت سلطنتی استرالیا
- وفادارماندگان آمریکا